# Брох-оф-Муса
Брох-оф-Му́са (англ. Broch of Mousa) — сооружение типа брох на острове Муса в архипелаге Шетландских островов. Это самый высокий брох, сохранившийся до наших дней, и один из немногих памятников железного века в Европе.

## Описание

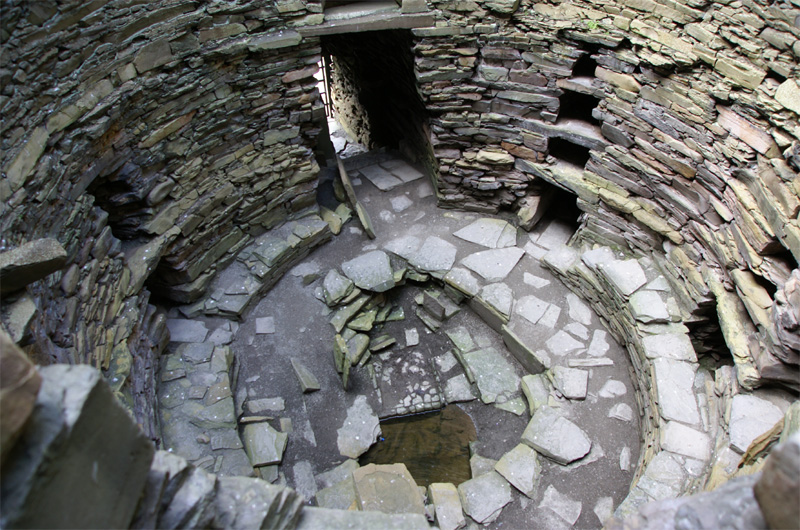
Внутренний вид.

Представляет собой хорошо сохранившееся круглое в плане сооружение эпохи железного века высотой более тринадцати метров.

## Охранный статус
В настоящее время является кандидатом на включение в Список объектов Всемирного наследия ЮНЕСКО как часть комплекса «Mousa, Old Scatness and Jarlshof: The Crucible of Iron Age Shetland». В комплекс входят также объекты Олд-Скатнесс и Ярлсхоф.